# Meslin
Meslin (bretonisch: Melin) ist eine Ortschaft und eine ehemalige französische Gemeinde mit 898 Einwohnern (Stand 1. Januar 2022) im Département Côtes-d’Armor in der Region Bretagne. Sie gehörte zum Arrondissement Saint-Brieuc und zum Kanton Lamballe.
Mit Wirkung vom 1. Januar 2016 wurden die ehemaligen Gemeinden Lamballe und Meslin zur namensgleichen Commune nouvelle Lamballe zusammengelegt und hatten in der neuen Gemeinde den Status einer Commune déléguée. Der Verwaltungssitz befand sich im Ort Lamballe.
Mit Wirkung vom 1. Januar 2019 wurde die Commune nouvelle Lamballe mit den Gemeinden Morieux und Planguenoual fusioniert und dadurch eine neue Commune nouvelle mit dem Namen Lamballe-Armor gebildet. Alle ehemaligen Gemeinden – auch Meslin –  erhielten in der neuen Gemeinde den Status einer Commune déléguée. Der Verwaltungssitz befindet sich im Ort Lamballe.

## Bevölkerungsentwicklung
| 1962 | 1968 | 1975 | 1982 | 1990 | 1999 | 2008 | 2012  |
| 548  | 571  | 533  | 566  | 655  | 700  | 900  | 1.008 |

## Sehenswürdigkeiten
Die Megalithen von la Lande du Gras sind ein Megalithkomplex südwestlich von Meslin.
Siehe auch: Liste der Monuments historiques in Meslin